# Sarah Marshall (actrice)
Pour les articles homonymes, voir Sarah Marshall et Marshall.
Sarah (Lynne) Marshall, née le 25 mai 1933 à Londres (Angleterre) et morte le 18 janvier 2014 à Los Angeles (Californie), est une actrice anglaise.

## Biographie

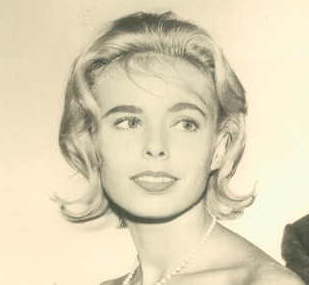
En 1961

Née du mariage des acteurs Herbert Marshall (1890-1966) et Edna Best (1900-1974), Sarah Marshall suit sa mère (séparée de son père) en 1939 aux États-Unis, où elle mène l'essentiel de sa carrière.
Ainsi, elle débute au théâtre à Broadway (New York) dans Dream Girl (en) d'Elmer Rice (1951, avec Don DeFore et Judy Holliday). Suivent là neuf autres pièces jusqu'en 1962, dont Jane de S. N. Behrman (1952, avec sa mère et Basil Rathbone) et une adaptation du roman de Richard Mason Le Monde de Suzie Wong (1958-1960, avec France Nuyen et William Shatner).
De retour dans sa ville natale de Londres durant les années 1970, elle y joue sur les planches notamment dans la comédie musicale Applause sur une musique de Charles Strouse (1972-1973, avec Lauren Bacall).
Au cinéma, elle contribue à neuf films américains, le premier étant Les Feux de l'été de Martin Ritt (1958, avec Paul Newman et Joan Woodward). Ultérieurement, mentionnons La mariée a du chien de Michael Anderson (1964, avec Tony Curtis et Christine Kaufmann), À corps perdu de Walter Grauman (1965, avec Suzanne Pleshette et Bradford Dillman), ou encore Président d'un jour d'Ivan Reitman (1993, avec Kevin Kline et Sigourney Weaver). Son dernier film sort en 2012 (deux ans avant sa mort, en 2014, à 80 ans).
À la télévision américaine, elle apparaît dans cinquante-trois séries à partir de 1954, dont Alfred Hitchcock présente (deux épisodes, 1960-1962), Stark Trek (épisode Les Années noires, 1967, où elle retrouve William Shatner) et Pour l'amour du risque (un épisode, 1983).
Sa dernière série américaine est Cheers (un épisode, 1989). S'ajoute lors de son séjour londonien la série britannique Les Mystères d'Orson Welles (un épisode, 1973).
Sarah Marshall joue également dans sept téléfilms, dont l'adaptation en 1973 de la comédie musicale Applause précitée, ainsi que Le Bunker de George Schaefer (1981, avec Anthony Hopkins personnifiant Adolf Hitler, elle-même interprétant sa secrétaire Traudl Junge).

## Théâtre (sélection)
(pièces, sauf mention contraire)

### Broadway
- 1951 : Dream Girl d'Elmer Rice, mise en scène de Morton DaCosta : Usher
- 1951 : Idiot's Delight de Robert E. Sherwood, mise en scène de George Schaefer : Anna
- 1952 : Jane de S. N. Behrman, mise en scène de Cyril Ritchard : la servante
- 1952 : Mr. Pickwick, adaptation par Stanley Young des Papiers posthumes du Pickwick Club (The Posthumous Papers of the Pickwick Club) de Charles Dickens : Mary
- 1953-1954 : La Marraine de Charley (Charley's Aunt) de Brandon Thomas, mise en scène de José Ferrer, décors de Raoul Pène Du Bois : Amy Spettigue
- 1956 : The Ponder Heart de Joseph Fields et Jerome Chodorov, mise en scène de Robert Douglas : Bonnie Dee Ponder
- 1957 : A Visit to a Small Planet de Gore Vidal, mise en scène de Cyril Ritchard, décors d'Oliver Smith : Ellen Spelding
- 1958-1960 : Le Monde de Suzie Wong (The World of Suzie Wong), adaptation par Paul Osborn du roman éponyme de Richard Mason, mise en scène de Joshua Logan, décors et lumières de Jo Mielziner, costumes de Dorothy Jeakins : Kay Fletcher
- 1959-1960 : Goodbye, Charlie de (et mise en scène par) George Axelrod, décors d'Oliver Smith : Rusty Mayerling
- 1961-1962 : Come Blow Your Horn de Neil Simon : Connie Dayton[1]

### Londres
- 1972-1973 : Applause, comédie musicale, musique de Charles Strouse, lyrics de Lee Adams, livret de Betty Comden et Adolph Green : Karen Richards
- 1974 : The Gingerbread Lady de Neil Simon
- 1974 : Children d'A. R. Gurney

## Filmographie

### Cinéma (intégrale)
- 1958 : Les Feux de l'été (The Long, Hot Summer) de Martin Ritt : Agnes Stewart
- 1964 : La mariée a du chien (Wild and Wonderful) de Michael Anderson : Pamela
- 1965 : À corps perdu (A Rage to Live) de Walter Grauman : Connie
- 1966 : Lord Love a Duck de George Axelrod : Mlle Schwartz
- 1972 : Baraka à Beyrouth (Embassy) de Gordon Hessler : MlleHarding
- 1982 : Bristlelip de Tom Davenport (court métrage) : la servante en cuisine
- 1993 : Président d'un jour (Dave) d'Ivan Reitman : Diane
- 1995 : Esprits rebelles (Dangerous Minds) de John N. Smith : la deuxième libraire
- 2012 : Bad Blood de Conrad Janis : Mme Weston

### Télévision (sélection)

#### Séries
- 1957 : Studio One
  - Saison 9, épisode 44 The Unmentionable Blues : Fay
- 1960 : Hong Kong
  - Saison unique, épisode 8 Colonel Cat de Budd Boetticher : Kit Dalman
- 1960 : Alfred Hitchcock présente (Alfred Hitchcock Presents)
  - Saison 6, épisode 12 La Lettre (The Baby-Blue Expression, 1960) d'Arthur Hiller : Mme Barrett
  - Saison 7, épisode 34 The Twelve Hour Caper (1962) de John Newland : Mlle Pomfritt
- 1961 : Thriller
  - Saison 1, épisode 17 L'Empoisonneur (The Poisonor) d'Herschel Daugherty : Frances Abercrombie Griffith
  - Saison 2, épisode 5 La Malédiction de la sorcière (God Grante That She Lye Stille) d'Herschel Daugherty : Lady Margaret Clewer / Elspeth Clewer
- 1961 : Perry Mason, première série
  - Saison 5, épisode 15 The Case of the Roving River de Jerry Hopper : Judy Bryant
- 1962 : Aventures dans les îles (Adventures in Paradise)
  - Saison 3, épisode 18 Chacun sa vérité (Please Believe Me) de Don Medford : Iris Bellamy
- 1962 : La Quatrième Dimension (The Twilight Zone)
  - Saison 3, épisode 26 La Petite Fille perdue (Little Girl Lost) de Paul Stewart : Ruth Miller
- 1963 : Suspicion (The Alfred Hitchcock Hour)
  - Saison 1, épisode 21 I'll Be Judge – I'll Be Jury : Louise Trevor
- 1964 : 77 Sunset Strip
  - Saison 6, épisode 19 Dead as in « Dude » d'Abner Biberman : Harriet
- 1965 : Le Fugitif (The Fugitive)
  - Saison 3, épisode 2 Middle of a Heat Wave d'Alexander Singer : Sheila
- 1965-1968 : Daniel Boonee
  - Saison 2, épisode 8 Cry of Gold (1965) de Nathan Juran : Anne Denning
  - Saison 3, épisode 27 Take the Southbound Stage (1967) de Gerd Oswald : Nancy Bedloe
  - Saison 4, épisode 21 Hero's Welcome (1968) de Nathan Juran : Elizabeth
- 1966 : Mon Martien favori (My Favorite Martian)
  - Saison 3, épisode 25 Doggone Martian de John Erman : Mme Frisby
- 1966 : Max la Menace (Get Smart)
  - Saison 1, épisode 26 La Symphonie de Hubert (Hubert's Unfinished Symphony) de Gary Nelson : Nicola
- 1966 : Les Espions (I Spy)
  - Saison 2, épisode 14 L'Enfant perdu (Little Boy Lost) de Paul Wendkos : Carol Baines
- 1966-1968 : Sur la piste du crime (The F.B.I.)
  - Saison 2, épisode 11 The Contaminator (1966) de Paul Wendkos : Marie Underwood
  - Saison 3, épisode 19 The Phone Call (1968) de George McCowan : Belle Stone
- 1967 : Les Mystères de l'Ouest (The Wild Wild West)
  - Saison 3, épisode 7 La Nuit du pendu (The Night of the Hangman) de James B. Clark : Eugenia Rawlins
- 1967 : Star Trek
  - Saison 2, épisode 12 Les Années noires (The Deadly Years) de Joseph Pevney : Janet Wallace
- 1967 : L'Homme de fer (Ironside)
  - Saison 1, épisode 15 Une fille dans la nuit (Girl in the Night) de Ralph Senensky : Jan Carlin
- 1973 : Les Mystères d'Orson Welles (Orson Welles' Great Mysteries)
  - Saison unique, épisode 18 The Power of Fear de Peter Sasdy : Rhoda Forbes
- 1983 : Pour l'amour du risque (Hart to Hart)
  - Saison 4, épisode 17 La Mort sur un plateau (As the Hart Turns) de Paul Krasny : Mme Wentworth-Hays
- 1984 : Les Enquêtes de Remington Steele (Remington Steele)
  - Saison 2, épisode 20 Une vie de chien (Hounded Steele) de Don Weis : Susan Claireborne
- 1987 : Petite Merveille (Small Wonder)
  - Saison 2, épisode 14 Moving Up : Mme Marchand
- 1989 : Cheers
  - Saison 7, épisode 15 La Reine de la pub (Don't Paint Your Chickens) de James Burrows : Mme Rosenbush

#### Téléfilms
- 1954 : Richard II (King Richard II) de George Schaefer : une dame d'honneur
- 1973 : Applause de Ron Field et Bill Foster : Karen Richards
- 1981 : Le Bunker (The Bunker) de George Schaefer : Traudl Junge
- 1982 : The Letter de John Erman : Dorothy Joyce
- 1990 : People Like Us de William Hale : Comtesse de Castoria

## Distinctions
- 1956 : Lauréate d'un Theatre World Award, pour The Ponder Heart ;
- 1960 : Nomination au Tony Award de la meilleure actrice dans un second rôle dans une pièce, pour Goodbye, Charlie.

## Note et référence
1. ↑  Rôle repris par Jill St John dans l'adaptation au cinéma de 1963, sous le même titre original (titre français : T'es plus dans la course, papa !).